# PANっと音がした
『PANっと音がした』（パンっとおとがした）は、井上苑子の4枚目のミニ・アルバム。2021年2月10日につばさレコーズから発売された。

## 収録曲

### CD
1. おとぎ話って言わないで
2. ダーリンって呼べない
3. 恋におめかし
  - さとうもかとの共作
4. ロマンス
5. epilogue
6. ほんと

### DVD
1. ミニアルバム制作ドキュメント
2. 「Inoue Sonoko 23rd Birthday Piano Live」（2020年12月11日）